# Час прощання
«Час прощання» (фр. «Temps Qui Reste Le») — фільм 2005 року французького режисера Франсуа Озона.

## Сюжет
Успішний 31-річний фотограф-гей Ромен дізнається, що смертельно хворий — у нього рак печінки та легенів, і йому залишилося жити не більше трьох місяців. Він відмовляється від спроб лікування, тому що шанси на одужання мінімальні. Замість цього Ромен намагається з'ясувати стосунки з оточуючими: виганяє з будинку коханця, відвідує своїх батьків, сестру. Єдиною, кому він розповідає про хворобу, виявляється його бабуся Лаура, яка так само скоро помре і цілком розуміє його проблему. Повертаючись від бабусі, Ромен знайомиться в придорожньому кафе з офіціанткою Яні. Жінка просить Ромена переспати з нею: її чоловік безплідний, а вона хоче мати дітей. Після деяких роздумів Ромен погоджується. Він займається сексом з Яні, але просить також її чоловіка приєднатися до них. Жінка вагітніє; Ромен заповідає все майно своїй майбутній дитині. У фіналі картини Ромен приїжджає на море, щоб зустріти смерть на пляжі в західних променях сонця.

## У ролях
- Мельвіль Пупо — Ромен
- Жанна Моро — бабуся Лаура
- Валерія Бруні-Тедескі — Яні
- Данієль Дюваль — батько Ромена
- Марі Рівер — мати Ромена
- Крістіан Сенгевальд — Саша

## Нагороди
- Срібний приз і премія за головну чоловічу роль на МКФ в Вальядоліді.